# Dansungsa
Das Dansungsa in Seoul wurde 1907 als Bühnentheater in Betrieb genommen. Ab 1918 wurden auch Filme gespielt, womit es eines der ersten Kinos Koreas ist. Am 27. Oktober 1919 wurde dort mit Kampf für Gerechtigkeit (Originaltitel: 의리적 구투) der erste koreanische Film aufgeführt. Seit 1966 gilt der 27. Oktober als Korean Film Day.
2005 wurde das Dansungsa wiedereröffnet.